# Niño de Kayhausen

Ubicación de la región de Baja Sajonia en Alemania.

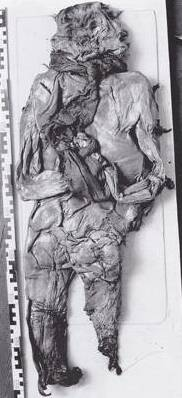
Restos del Niño de Kayhausen.

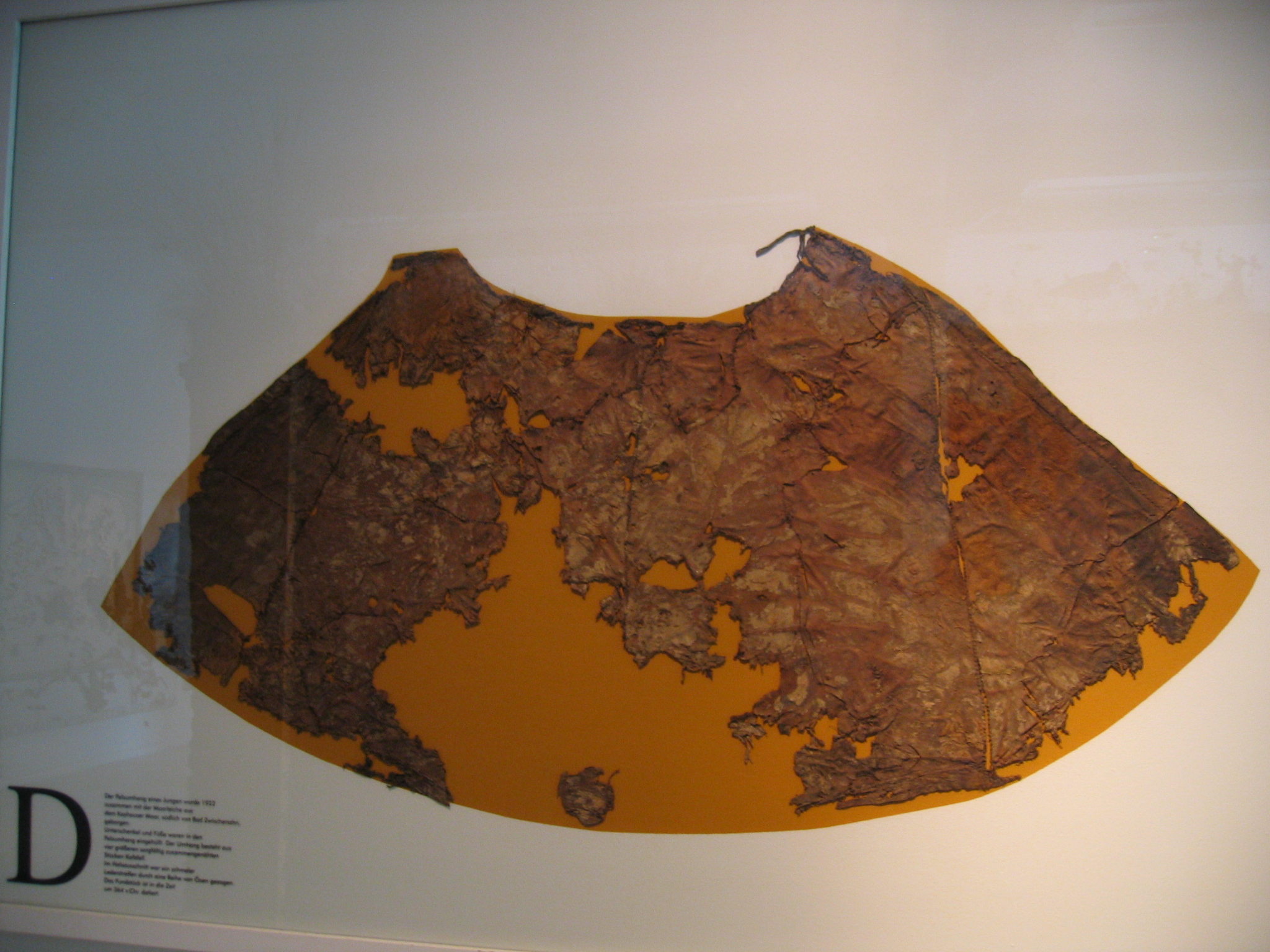
La capa que portaba el Niño de Kayhausen

El Niño de Kayhausen es el cadáver de un niño momificado, que data aproximadamente del 400 al 300 a. C., en la Edad de Hierro.

## Descubrimiento
El cuerpo fue descubierto el 3 de julio de 1922 en la zona pantanosa turbosa de Kayhausen, a 10 km al noroeste de la ciudad de Oldenburg, en la región de Baja Sajonia, Alemania.

## Características
- Momificación natural.
- Causa de la muerte: fue acuchillado varias veces en el cuello en lo que podría considerarse un sacrificio o muerte ritual, tenía un corte en un brazo del que se deduce que trató de defenderse de la agresión.[2]
- El niño tenía 7 años aproximadamente.
- Media entre 1,2 y 1,35 m
- El niño portaba una capa.
- Se le detectó una infección en el fémur.
- La última comida que ingirió constaba de manzana, cebada y Polygonum lapathifolium.

## Conservación
El Niño de Kayhausen se encontró en un buen estado de conservación debido a la protección natural que le otorgó el haber quedado enterrado dentro de una turbera.
El cuerpo se encuentra depositado en el Museo Estatal de Oldenburg.